# Guy Musser
Guy Graham Musser (Salt Lake City, 10 augustus 1936) is een Amerikaanse zoöloog en een specialist op het gebied van de muizen en ratten van de Oude Wereld (Murinae) en meer in het algemeen de Muroidea. Hij is in 1967 aan de Universiteit van Michigan gepromoveerd op een onderzoek naar de taxonomie van een Mexicaanse eekhoorn, Sciurus aureogaster. Later ging hij bij het American Museum of Natural History (New York) werken en werd daar uiteindelijk curator zoogdieren. Inmiddels is hij met pensioen.
In de jaren 60 en 70 publiceerde hij verscheidene artikelen over niet alleen eekhoorns, maar ook Neotominae en Murinae. In de jaren 70 bracht hij drie jaar door in het regenwoud van Celebes om muizen en ratten te vangen. De resultaten van die expeditie zijn nog steeds niet volledig gepubliceerd.
Begin jaren 80 werden enkele van zijn belangrijkste werken gepubliceerd: 'Notes on systematics of Indo-Malayan murid rodents, and descriptions of new genera and species from Ceylon, Sulawesi, and the Philippines' (1981), 'The giant rat of Flores and its relatives east of Borneo and Bali' (1981), 'Crunomys and the small-bodied shrew rats native to the Philippine Islands and Sulawesi (Celebes)' (1982) en 'Malaysian murids and the giant rat of Sumatra' (1983, samen met Cameron Newcomb). Deze werken hebben de taxonomie van de Aziatische Murinae radicaal veranderd door het opsplitsen van het geslacht Rattus en doordat Musser vele nieuwe soorten ontdekte en onderkende.
Later publiceerde hij nog vele artikelen over verschillende Aziatische en Australaziatische Murinae, en ook een aantal artikelen over de Sigmodontinae, een Zuid-Amerikaanse knaagdierengroep. In 1993 schreef hij samen met Michael Carleton het hoofdstuk over de Muroidea (een groep die onder andere de Murinae, de Neotominae en de Sigmodontinae omvat) voor de tweede editie van het gezaghebbende naslagwerk Mammal Species of the World. Afgezien van enkele artikelen over Murinae schreef hij in 1998 ook samen met Carleton, Alfred Gardner en Eric Brothers een lang artikel over soorten die vroeger in Oryzomys "capito" werden geplaatst (Sigmodontinae; deze soorten vormen nu de geslachten Transandinomys, Hylaeamys en Euryoryzomys). Dit uitgebreide, gedetailleerde en goed gedocumenteerde werk vormde een belangrijke vooruitgang in de kennis van deze ratten.
In 2005 schreef hij samen met Carleton ook in de derde editie van Mammal Species of the World het hoofdstuk over de Muroidea. Dit hoofdstuk was opvallend doordat er zeer gedetailleerde en goed gedocumenteerde informatie over de behandelde soorten werd gegeven. In de derde editie schreef hij ook samen met Carleton een algemene indeling op de knaagdieren, waarin de huidige classificatie met de onderorde Myomorpha, Sciuromorpha, Castorimorpha, Anomaluromorpha en Hystricomorpha werden voorgesteld, en samen met zijn vrouw Mary Ellen Holden het hoofdstuk over de jerboa's (Dipodidae).
Als dank voor zijn werk zijn er tot nu toe vijf zoogdieren naar hem genoemd: Archboldomys musseri, Crocidura musseri, Microhydromys musseri, Neacomys musseri en Volemys musseri. Musser heeft ook enig werk verricht aan de verschillende luizen die op zijn Murinae voorkomen; om deze reden zijn de luizen Eropsylla musseri, Heligmonoides musseri en Hoplopleura musseri naar hem vernoemd.
Musser heeft de volgende nieuwe taxa beschreven (voor dieren uit andere groepen dan de Murinae is de groep waar het dier toe behoort toegevoegd):
- Abditomys Musser, 1982a
- Anonymomys Musser, 1981b
- Anonymomys mindorensis Musser, 1981b
- Baiomyini Musser & Carleton, 2005 (Muroidea: Neotominae)
- Batomys russatus Musser, Heaney & Tabaranza, 1998b
- Bunomys prolatus Musser, 1991
- Chiropodomys karlkoopmani Musser, 1979
- Chodsigoa caovansunga Musser, Lunde & Son, 2003b (Mammalia: Soricidae)
- Crateromys australis Musser, Heaney & Rabor, 1985
- Crateromys paulus Musser & Gordon, 1981
- Crocidura kegoensis Lunde, Musser & Ziegler, 2004 (Mammalia: Soricidae)
- Crunomys celebensis Musser, 1982c
- Crunomys rabori Musser, 1982c (inmiddels een synoniem van C. melanius)
- Daptomys oyapocki Musser & Gardner, 1974 (Muroidae: Sigmodontinae) (nu Neusticomys oyapocki)
- Delanymyinae Musser & Carleton, 2005 (Muroidea: Nesomyidae)
- Floresomys Musser, 1981c (niet Floresomys Fries et al., 1955)
- Floresomys naso Musser, 1981c (nu Paulamys naso)
- Hadromys loujacobsi Musser, 1987b
- Hooijeromys Musser, 1981c
- Hooijeromys nusatenggara Musser, 1981c
- Hoplopleura sommeri Musser & Durden, 2002 (Insecta: Anoplura)
- Hoplopleura traubi Durden & Musser, 1991 (Insecta: Anoplura)
- Hydromys hussoni Musser & Piik, 1982
- Kadarsanomys Musser, 1981a
- Komodomys Musser & Boeadi, 1980
- Leimacomyinae Musser & Carleton, 2005 (Muroidea: Muridae)
- Margaretamys Musser, 1981b
- Margaretamys elegans Musser, 1981b
- Margaretamys parvus Musser, 1981b
- Maxomys wattsi Musser, 1991
- Nyctomyini Musser & Carleton, 2005 (Muroidea: Tylomyinae)
- Ochrotomyini Musser & Carleton, 2005 (Muroidae: Neotominae)
- Oryzomys emmonsae Musser, Carleton, Brothers & Gardner, 1998a (Muroidae: Sigmodontinae) (nu Euryoryzomys emmonsae)
- Oryzomys tatei Musser, Carleton, Brothers & Gardner, 1998a (Muroidae: Sigmodontinae) (nu Hylaeamys tatei)
- Palawanomys Musser & Newcomb, 1983
- Palawanomys furvus Musser & Newcomb, 1983
- Papagomys theodorverhoeveni Musser, 1981c
- Paulamys Musser in Musser et al., 1986 (nomen novum voor Floresomys)
- Peromyscus chinanteco Robertson & Musser, 1976 (Muroidea: Neotominae) (nu Habromys chinanteco)
- Peromyscus cryophilus Musser, 1964 (Muroidea: Neotominae) (nu Megadontomys cryophilus)
- Polyplax melasmothrixi Durden & Musser, 1992 (Insecta: Anoplura)
- Rattus koopmani Musser & Holden, 1991
- Rattus osgoodi Musser & Newcomb, 1985
- Rattus tawitawiensis Musser & Heaney, 1985
- Rattus trinilensis Musser, 1982d
- Rhynchomys isarogensis Musser & Freeman, 1980
- Saxatilomys Musser, Smith, Robinson & Lunde, 2005
- Saxatilomys paulinae Musser, Smith, Robinson & Lunde, 2005
- Sommeromys Musser & Durden, 2002
- Sommeromys macrorhinos Musser & Durden, 2002
- Srilankamys Musser, 1981b
- Sundamys Musser & Newcomb, 1983
- Tarsomys echinatus Musser & Heaney, 1992
- Tateomys Musser, 1969b
- Tateomys macrocercus Musser, 1982c
- Tateomys rhinogradoides Musser, 1969b
- Tonkinomys Musser, Lunde & Nguyen, 2006
- Tonkinomys daovantieni Musser, Lunde & Nguyen, 2006